# Суляевский сельсовет (Пензенская область)
Суляевский сельсовет — сельское поселение в Лопатинском районе Пензенской области Российской Федерации.
Административный центр — село Суляевка.

## История
Статус и границы сельского поселения установлены Законом Пензенской области от 2 ноября 2004 года № 690-ЗПО «О границах муниципальных образований Пензенской области».

## Население
| 2002 | 2010  | 2012  | 2013  | 2014 | 2015 | 2016 |
| ---- | ----- | ----- | ----- | ---- | ---- | ---- |
| 1186 | ↘1070 | ↘1037 | ↘1003 | ↘958 | ↘932 | ↘910 |
| 2017 | 2018  | 2021  |       |      |      |      |
| ↘884 | ↘855  | ↘788  |       |      |      |      |

## Состав сельского поселения
| № | Населённый пункт | Тип населённого пункта       | Население |
| - | ---------------- | ---------------------------- | --------- |
| 1 | Суляевка         | село, административный центр | ↘788      |